# Eroi per caso
Eroi per caso è una miniserie televisiva italiana in due puntate trasmessa su Rai 1 il 10 e 11 gennaio 2011, diretta da Alberto Sironi.

## Trama

### Prima puntata
1918. L'allievo caporale e fotografo romano Cesare Magnozzi è incaricato, insieme al cappellano don Silvano e alcuni soldati, di scortare alla trincea Torre il giovane soldato Piero Vanin, condannato per aver simulato di essere un telegrafista traduttore (ma salvato dalla fucilazione grazie al rifiuto di don Silvano di confessarlo). Il colonnello Rovaschi consegna loro delle carte in cui ordina al capitano Carlo De Bosio di mandare Piero in una missione di massimo rischio, così da farlo fucilare dagli austriaci.
Durante il viaggio fino alla trincea l'esercito subisce un agguato degli austriaci, ma Piero riesce a mettere in salvo un soldato ferito gravemente a una gamba. Quando Cesare chiede a Piero cos'ha fatto per finire alla trincea Torre, il giovane tace. Il gruppo viene poi raggiunto da Teresa, una donna che era stata salvata da don Silvano dopo un bombardamento e del quale è innamorata. Don Silvano racconta agli altri che prima Teresa era una donna molto tranquilla e riservata, ma che dopo essere rimasta incastrata per due giorni sotto le macerie di una lavanderia a seguito dello scoppio di una granata, non è stata più la stessa.
I soldati vengono costretti dal generale Corradi a proseguire lungo una strada percorsa anche dagli austriaci, e viene intercettato il giovane Manfred, interrogato dal capitano Maggioni. Quest'ultimo ordina all'interprete, il sottotenente Dorigo, di raggiungere il capitano Moretti al passo Giunti, per consegnargli le richieste per il comando di corpo d'armata così da avere una copertura di artiglieria entro il giorno seguente. Prima di partire, Dorigo consegna a don Silvano il proprio testamento in caso finisse nelle mani degli austriaci.
Il giorno dopo, Maggioni annuncia che per ordine del comando del corpo d'armata devono occupare la posizione austriaca. Bisogna piazzare dei tubi di gelatina (che devono esplodere tutti nello stesso momento) e servono quattro squadre di volontari; tra essi vi sono Cesare e Piero. Nell'attesa, Piero rivela che vuole tornare al suo paese per assistere al parto di Grazia, la sua fidanzata. La missione ha successo, ma Cesare scopre che Piero è fuggito.
L'artiglieria non è disponibile, così Maggioni decide di guidare l'assalto. Mentre Cesare ritrova Lulù La Belle (una ragazza che si esibisce come showgirl per intrattenere l'esercito), don Silvano viene a sapere da Dorigo che gli austriaci stanno organizzando un attacco contro di loro e il nome del paese di Piero, Tovignato. Cesare è interessato a Teresa, e ne parla con don Silvano. Quest'ultimo sventa un'esecuzione pronunciando alcune parole di Papa Benedetto XV dedicate a tutti gli uomini dell'esercito italiano, ma che più tardi confida a Cesare di aver in realtà tratto dal testamento di Dorigo.
Cesare, don Silvano e Teresa riprendono la ricerca di Piero, riuscendo infine a trovarlo a Tovignato. Proprio in quel momento per Grazia inizia il travaglio, così Cesare e don Silvano decidono di aspettare la nascita della bambina prima di portare indietro Piero. Tuttavia, poco dopo aver battezzato la piccola Liliana, Cesare e don Silvano vengono fatti prigionieri dagli austriaci.

### Seconda puntata
Cesare e don Silvano, dopo un breve interrogatorio del tenente Breuer, vengono imprigionati con altri uomini in attesa di essere fucilati. Fortunatamente, nel cuore della notte tutti i prigionieri vengono tratti in salvo da Piero. Piero teme per la sorte della fidanzata e della figlia, ma Teresa li raggiunge e li conduce da Corradi, che le ha trovate. Corradi decide di portare egli stesso Piero alla trincea Torre, e impone la cella di rigore a Cesare e don Silvano, da scontare una volta tornati da Rovaschi. Tuttavia, Cesare e don Silvano decidono di andare anch'essi alla trincea per salvare Piero, accompagnati da Grazia e Teresa, e durante il tragitto salvano Lulù La Belle da un tentativo di stupro da parte di tre uomini. Il gruppo viene poi raggiunto da un commendatore scappato dagli austriaci. Lulù mostra una certa ammirazione per Cesare, peraltro ampiamente ricambiata.
Durante il percorso, il gruppo si trova davanti alcuni soldati austriaci, dai quali libera Piero e gli altri soldati. Tra i caduti ci sono il generale Corradi (l'ultimo a morire) e il capitano Maggioni. Don Silvano confessa di non essere un prete ma semplicemente il sostituto di un soldato deceduto, e nonostante ciò accetta di celebrare il matrimonio di Piero e Grazia. Silvano e Teresa vivono una notte d'amore, come anche Cesare e Lulù. Il giorno seguente avviene uno scontro contro gli austriaci e, sebbene esso si riveli molto duro, gli italiani hanno la meglio. Purtroppo, Teresa muore sacrificando la propria vita per salvare quella di Silvano quando un austriaco gli lancia contro una bomba a mano. Silvano, distrutto dal dolore, ne celebra il funerale.
Riconquistata la trincea Torre, pur di salvare la vita di Piero, Cesare e Silvano dichiarano a Rovaschi che il soldato è morto durante l'ultimo scontro, mostrandogli delle fotografie dove Piero sembra morire per una fucilata al petto. Viene celebrato il funerale in onore dei caduti, durante il quale vengono consegnate le decorazioni al valore ai militari della divisione che si sono distinti nei recenti fatti d'armi, e alla "vedova" Grazia viene consegnata la medaglia d'oro al valore militare, mentre Piero assiste alla scena da lontano.
Dopo l'esperienza di guerra, Silvano decide di entrare in seminario e, una volta diventato realmente prete, celebra il matrimonio di Cesare e Lulù.

## Produzione
La maggior parte delle scene è stata girata in Umbria, a Vallo di Nera e a Polino.

## Accoglienza
| N° | Titolo     | Prima TV        | Ascolti        | Ascolti |
| N° | Titolo     | Prima TV        | Telespettatori | Share   |
| -- | ---------- | --------------- | -------------- | ------- |
| 1  | Episodio 1 | 10 gennaio 2011 | 5.374.000      | 19,13%  |
| 2  | Episodio 2 | 11 gennaio 2011 | 4.958.000      | 18,32%  |